# IC 4670
IC 4670 је планетарна маглина у сазвјежђу Стријелац која се налази на листи објеката дубоког неба у Индекс каталогу.
Деклинација објекта је - 21° 44' 39" а ректасцензија 17h 55m 7,0s. Привидна величина (магнитуда) објекта IC 4670 износи 12,0 а фотографска магнитуда 13,1. IC 4670 је још познат и под ознакама PK 7+1.1, CS=15.0.